# Popůvky, Třebíč
Popůvky là một làng thuộc huyện Třebíč, vùng Vysočina, Cộng hòa Séc.